# Milan Jovanović (football, 1983)
Pour les articles homonymes, voir Jovanović.
Milan Jovanović (cyrillique : Милан Јовановић), né le 21 juillet 1983 à Čačak en Serbie, est un footballeur international monténégrin.

## Carrière

### En sélection nationale
Milan Jovanović fait ses débuts en équipe nationale du Monténégro le 24 mars 2007 contre la Hongrie.